# Meg Rosoff
Meg Rosoff (Boston, 16 ottobre 1956) è una scrittrice statunitense specializzata in letteratura per ragazzi.

## Biografia
Nata nel 1956 a Boston, vive e lavora a Londra.
Dopo la laurea all'Università di Harvard, si è trasferita a Londra dove ha frequentato la Saint Martin's School of Art ed in seguito è tornata negli Stati Uniti per completare gli studi, stabilendosi a New York dove ha lavorato come giornalista e pubblicitaria.
Stabilitasi a Londra e dopo avere perso a causa del cancro la madre e la sorella, ha esordito nel 2004 a 48 anni nella narrativa con il romanzo Come vivo ora (trasposto in pellicola nel 2013) al quale hanno fatto seguito altri sette romanzi young adult e uno per adulti oltre a 5 libri illustrati.
Nel corso della sua carriera ha ottenuto numerosi riconoscimenti tra i quali spiccano la Carnegie Medal nel 2007 per Just in Case e il premio più ricco dedicato alla narrativa d'infanzia, l'Astrid Lindgren Memorial Award, nel 2016.

## Opere principali

### Romanzi
- Come vivo ora (How I Live Now, 2004), Milano, Feltrinelli, 2005 traduzione di Cristina Volpi ISBN 88-07-49044-7.
- Justin (Just in Case, 2006), Roma, Fanucci, 2010 traduzione di Alessia Donin ISBN 978-88-347-1659-5.
- What I Was (2007)
- The Bride's Farewell (2009)
- Moose Baby (originally Vamoose) (2010)
- Se fossi Dio (There Is No Dog, 2011), Roma, Fanucci, 2012 traduzione di Carlo Milani ISBN 978-88-347-1841-4.
- Fai finta che io non ci sia (Picture Me Gone, 2013), Milano, Rizzoli, 2015 traduzione di Stefania Di Mella ISBN 978-88-17-08124-5.
- Jonathan Unleashed (2016)
- Un attimo perfetto (The Great Godden), Milano, Rizzoli, 2020 traduzione di Claudia Manzolelli ISBN 978-88-17-14829-0.

### Libri illustrati
- Meet Wild Boars illustrato da Sophie Blackall (2005)
- Jumpy Jack and Googily illustrato da Sophie Blackall (2008)
- Wild Boars Cook illustrato da Sophie Blackall (2010)
- Che bravo cane! (Good Dog, McTavish, 2017), Milano, Rizzoli, 2020 illustrazioni di Grace Easton traduzione di Stefania Di Mella ISBN 978-88-17-11896-5.
- McTavish Goes Wild illustrato da Grace Easton (2018)

## Filmografia
- Come vivo ora (How I Live Now) (2013) regia di Kevin Macdonald (soggetto)

## Premi e riconoscimenti
- Branford Boase Award: 2005 per Come vivo ora
- Michael L. Printz Award: 2005 per Come vivo ora[6]
- Carnegie Medal: 2007 per Just in Case
- Premio Alex: 2010 per The Bride's Farewell
- Astrid Lindgren Memorial Award: 2016 alla carriera
- Premio Cento: 2020 per Che bravo cane![7]